# Eupen (jezero)
Eupen je umjetno jezero u blizini Eupena u istočnoj Belgiji, nedaleko od močvara Hautes Fagnes. Jezero je stvoreno branom koja je izgrađena na rijeci Vesdre 1938. godine, ali je tek 1950. otvorio belgijski princ Charles. Područje ima stanovništvo njemačkog govornog područja koje rijeku Vesdre naziva Weser, ali koja se razlikuje od rijeke Weser u Sjevernoj Njemačkoj.

## Vanjske poveznice
|  | Zajednički poslužitelj ima još gradiva o temi Eupen (jezero) |